# Ch-15

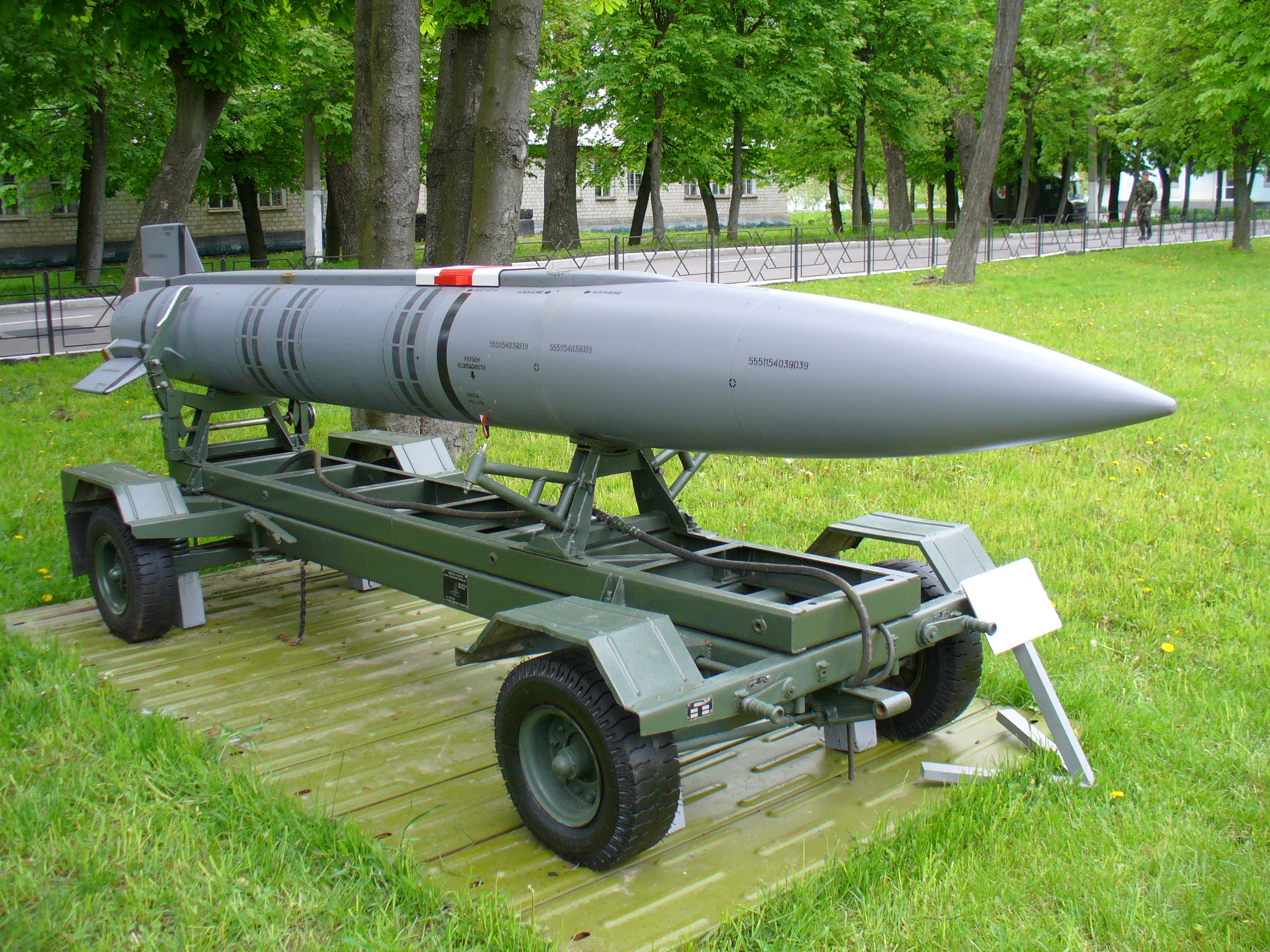
Raduga Ch-15

Raduga Ch-15 (kod NATO AS-16 Kickback) – radziecki pocisk rakietowy małego zasięgu, odpowiednik AGM-69 SRAM.

## Historia
Pierwszą wersją rakiety Ch-15 był pocisk Ch-15P. Była to rakieta przeciwradarowa z głowica atomową. Przeznaczona była dla bombowców strategicznych Tu-22M i Tu-160. Później opracowano także wersję przeciwokrętową Ch-15A. W 1993 roku zaprezentowano na targach w Abu Zabi przeciwokrętową wersję eksportową Ch-15S.
Rakiety Ch-15 są przenoszone na rewolwerowych wyrzutniach w komorze bombowej. Po odpaleniu silnik rakietowy na paliwo stałe wynosi pocisk na wysokość około 40 000 m po czym pocisk wchodzi w lot nurkowy opadając w kierunku celu z prędkością do 5 Ma. Naprowadzanie pasywne radiolokacyjne (Ch-15P) lub aktywne radiolokacyjne (Ch-15A i Ch-15S).

## Dane taktyczno-techniczne wersji Ch-15A
- Masa: 1200 kg
- Masa głowicy bojowej: 150 kg
- Długość: 4,78 m
- Średnica kadłuba: 0,455 m
- Rozpiętość skrzydeł: 0,92 m
- Prędkość: 5 Ma
- Zasięg do 150 km